# Курченко Олена Олександрівна

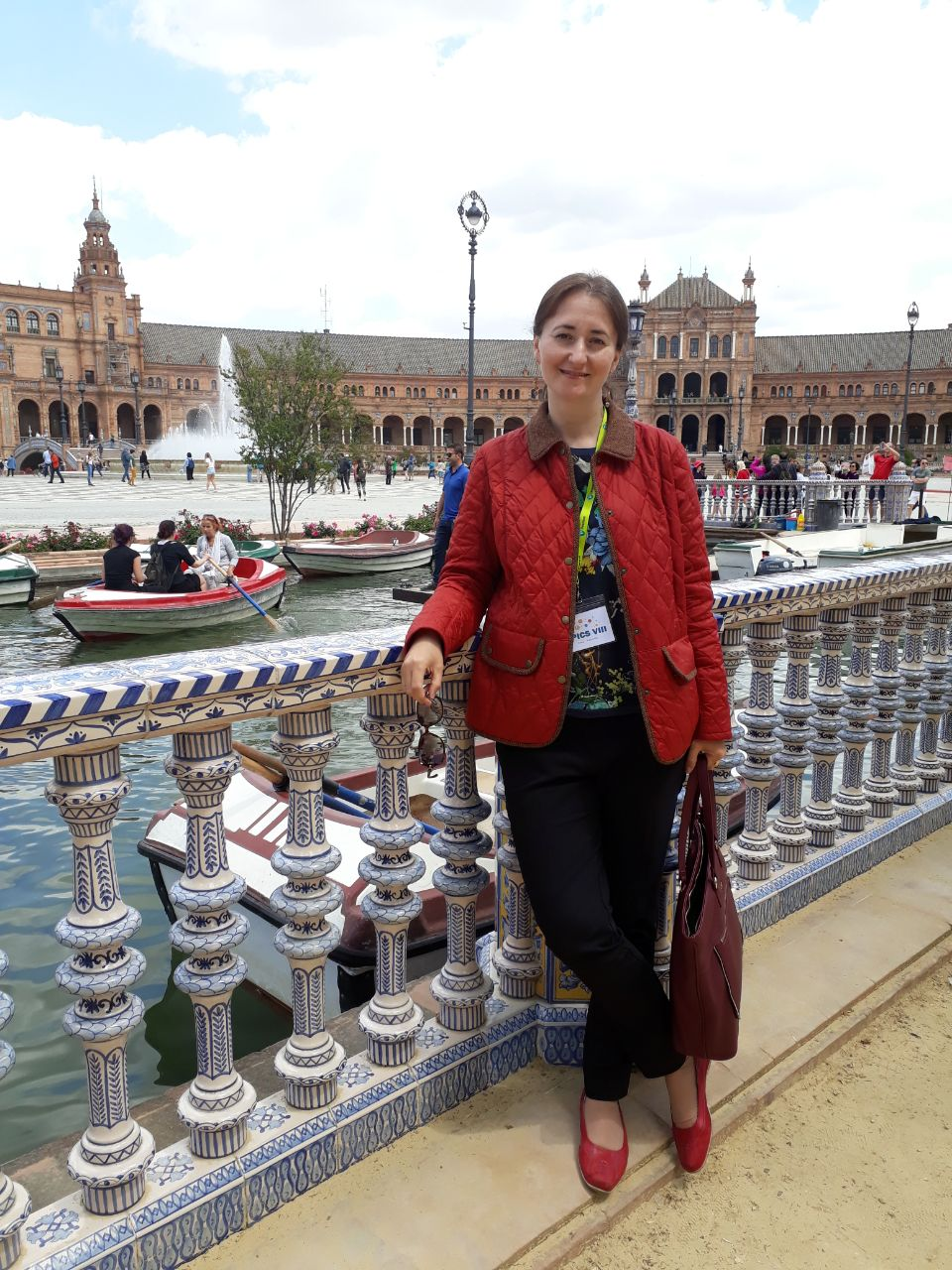
Олена Курченко на площі Іспанії у м.Севілья

Олена Олександрівна Курченко — український педагог та перекладач іспанської та італійської літератури й зокрема поезії. До 2021 р. була доцентом кафедри романської філології Інституту філології КНУ імені Тараса Шевченка, кандидат філологічних наук. Входить до списку перекладачів, авторизованих Посольством України в Іспанії (офіційний перекладач). 

## Життєпис
Народилася 22 квітня 1979 р. у Києві, у родині науковців. Батько - Курченко Олександр Олексійович, професор кафедри теорії ймовірностей та математичної статистики механіко-математичного факультету Київського національного університету імені Тараса Шевченка. Мати - Курченко Тетяна Олександрівна, провідний інженер Інституту біохімії імені Палладіна Національної Академії наук України.  
2001 року закінчила з відзнакою Київський національний університет імені Тараса Шевченка за фахом «Романо-германські мови та літератури» та здобула кваліфікацію викладача іспанської, італійської та англійської мови та літератури. Стажувалася в Гранадському університеті (1998, 1999, 2000 роки).
У 2001–2004 роках навчалася в аспірантурі Інституту філології КНУ імені Тараса Шевченка. У травні 2004 року захистила кандидатську дисертацію на тему: «Особливості функціонування дієслів від латинських ESSE та STARE у конструкціях з прикметниками у сучасних іспанській та італійській мовах».
2008 року здобула другу вищу освіту в Київському університеті за фахом «Правознавство» та здобула кваліфікацію юриста.
Перекладач високого рівня, неодноразово перекладала зустрічах на найвищому державному рівні (перші особи та міністри).
Спеціаліст з комунікативних стратегій, професійний медіатор, займається підприємницьким консалтингом. 
Чоловік: іспанський дипломат, посол Іспанії, поет і перекладач Луїс Гомес де Аранда-і-Війен. Родина виховує спільну доньку. 
Завдяки тісній співпраці Олени Курченко з Фундацією Комільяс (Fundación de Comillas), з квітня 2022 року 25 студенток кафедри романської філології змогли навчатися в Іспанії у зазначеній установі на час війни Росії проти України.

## Науково-педагогічні публікації
- Книга для читання іспанською мовою La hojarasca. Kiev: «LAT & K», 2014. — 120 с.
- SER i ESTAR: останній ключ до іспанської без помилок. Київ: Корнійчук, 2000 (з Х. Д. Луке Дураном) — 208 с.
- Іспансько-український словник економічних термінів. Київ: Корнійчук, 2001 (з Шевкун Е. В.) — 344 с.
- 111 poemas rusos. Servicio de publicaciones, Universidad de Córdoba, Universidad de Granada, 2003 (з Л. Гомес де Аранда). — 310 с.
- Ruslán y Liudmila de A.S. Pushkin: un análisis léxico y gramatical del texto, acompañado del vocabulario completo. К.: Видавництво КНУ імені Тараса Шевченка, 2005 (з Л.Гомесом де Аранда). — 370 с.
- Граматика і семантика дієслів SER i ESTAR. К.: Видавництво КНУ імені Тараса Шевченка, 2013. — 122 с.

## Переклади
- Un puñado de tierra: antología de poemas ucranianos. Poesía y pintura de Ucrania. Traducciones. Reino de Cordelia, Madrid, 2022 (з Л. Гомесом де Аранда). — 398 с.
- Gumiliov N. El diablo listo y otros poemas. Traducción. Los versos de Cordelia. Madrid, 2011 (з Л. Гомесом де Аранда). — 288 с.
- Сабалья Л. Поліс. — К: Фенікс, 2006. — 200 с.
- Підручник «Економіка та маркетинг» (в рамках проекту ЄС з реформ в українській освіті). — Roccafranca: Massetta Rodella Editori, 2006. — 102 с.
- Підручник «Елементи екології» (в рамках проекту ЄС з реформ в українській освіті). — Roccafranca: Massetta Rodella Editori, 2006. — 136 с.
- 170 італійських хоку А. Тондіні «Магнолія». — К: Корнійчук, 2003. — 120 с.
- Гарсіа Лорка Ф. Поезії. — К: Корнійчук, 2001. — 96 с.
- Тондіні А. Поштові листівки. Поезії. К: Корнійчук, 2001. — 90 с.
- Мачадо А. Вибрані поезії. К: Корнійчук, 2000. — 70 с.